# Michaela Gerg-Leitner
Michaela Gerg-Leitner, nemška alpska smučarka, * 10. november 1965, Bad Tölz.
Nastopila je na štirih Olimpijskih igrah, najboljšo uvrstitev je dosegla leta 1992 s sedmim mestom v superveleslalomu. V tej disciplini je osvojila bronasto medaljo na Svetovnem prvenstvu 1989. V svetovnem pokalu je tekmovala šestnajst sezon med letoma 1980 in 1996 ter dosegla štiri zmage in še dvajset uvrstitev na stopničke. V skupnem seštevku svetovnega pokala se je najvišje uvrstila na tretje mesto leta 1990, ko je bila tudi druga v superveleslalomskem in kombinacijskem ter tretja v smukaškem seštevku. 